# Ordine della Milizia Cristiana
L'Ordine della Milizia Cristiana fu un Ordine cavalleresco del Ducato di Mantova.

## Storia

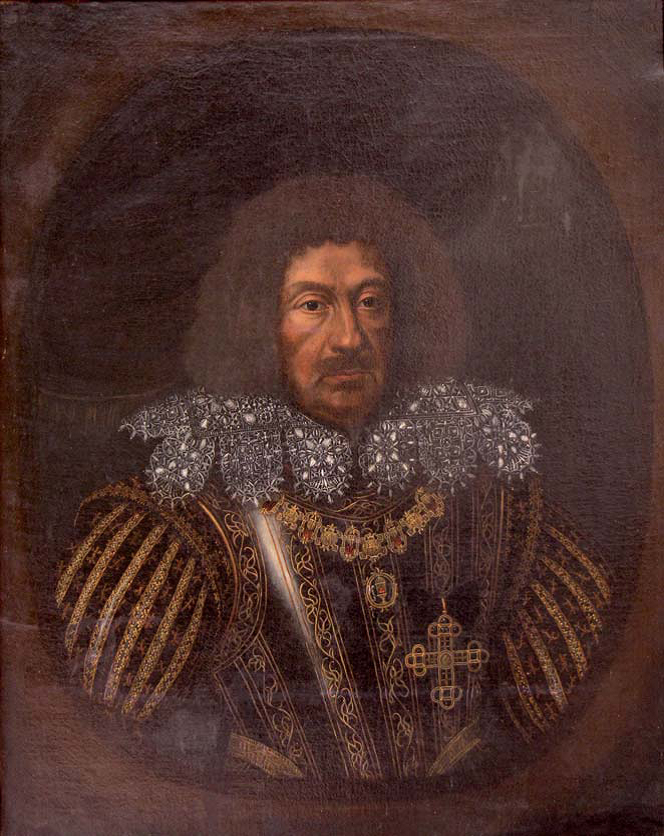
Pierre Dumonstier, ritratto del Duca di Mantova Carlo I Gonzaga con la Croce dell'Ordine (a destra), con il collare dell'Ordine del Redentore

La prima fondazione da parte dei fratelli Petrignani  fu un tentativo di creare un ordine religioso italiano. La benedizione papale e il tentativo di diffonderla in Francia e Germania possono essere visti come un fallimento; solo il secondo tentativo di fondare l'ordine cavalleresco ebbe successo. Lo scopo dell'Ordine era quello di attaccare e cacciare i Turchi nel Mediterraneo.
L'ultima dotazione fu fatta da Carlo I di Gonzaga-Nevers, duca di Nevers e con Michele Adolfo conte di Althann. Questi nobili si incontrarono ad Olmütz il 6 novembre 1618 per fondarne uno nuovo, diverso dall'ordine italiano, da istituire a Vienna l'8 marzo 1619. Il nuovo scopo era ora la liberazione degli "oppressi miscredenti e la promozione dell'unità tra i principi cristiani". Era l'organizzazione di accoglienza dei volontari greci e il nucleo di un esercito europeo.
Molti tedeschi, italiani, francesi e polacchi si unirono fin dall'inizio. Il duca di Mantova Ferdinando Gonzaga in seguito si unì con uno dei fratelli Petrignani.
L'Ordine era conosciuto e conosciuto anche con il titolo di Ordine della Gloriosa Immacolata Concezione della Beata Vergine Maria sotto la Regola di San Francesco e sotto la Protezione di San Michele Arcangelo e San Basilio. Papa Urbano VIII diede la sua benedizione nel 1623. Dopo il suo cambio di religione, il conte Althann volle sostanzialmente avere i successori maschi di nome Michele e le femmine di nome Maria dei membri dell'Ordine. L'Ordine cadde in rovina con la morte del fondatore, il duca di Nevers.

## Insegne
La decorazione dell'Ordine era una croce d'oro, a otto punte, smaltata di blu. Sulla parte anteriore del medaglione c'era l'immagine della Santa Vergine Maria con il bambino Gesù. Il rovescio mostrava l'immagine di San Michele.
Il nastro azzurro aveva un bordo dorato e la croce veniva portata al collo. Ciò includeva un abbigliamento religioso. I cavalieri indossavano un mantello con una stella ricamata in oro sul lato sinistro.